# Blaesoxipha proxima
Blaesoxipha proxima är en tvåvingeart som beskrevs av Yu. G. Verves 1985. Blaesoxipha proxima ingår i släktet Blaesoxipha och familjen köttflugor.
Artens utbredningsområde är Kazakstan. Inga underarter finns listade i Catalogue of Life.